# ペリフェリック

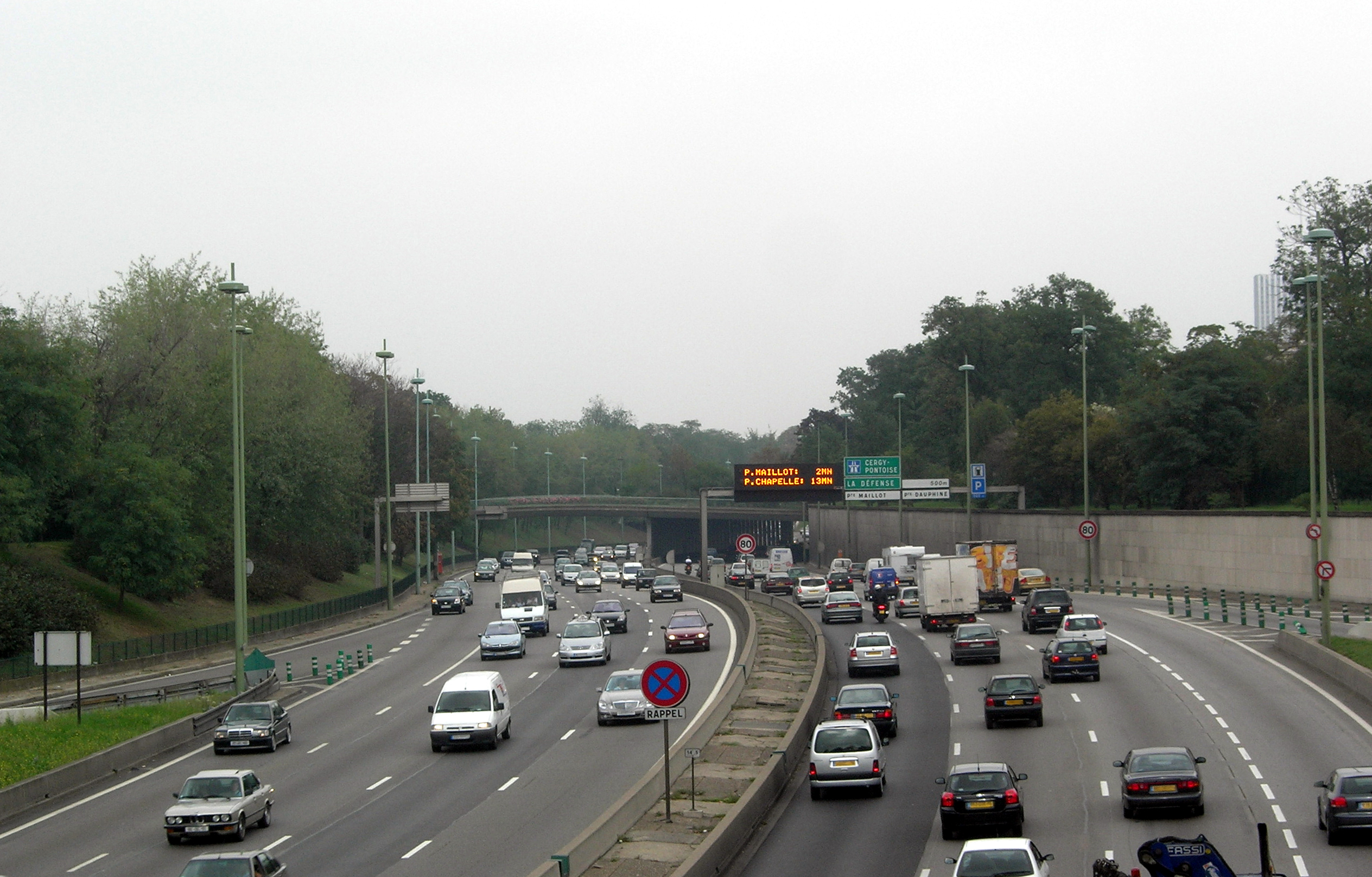
ペリフェリック

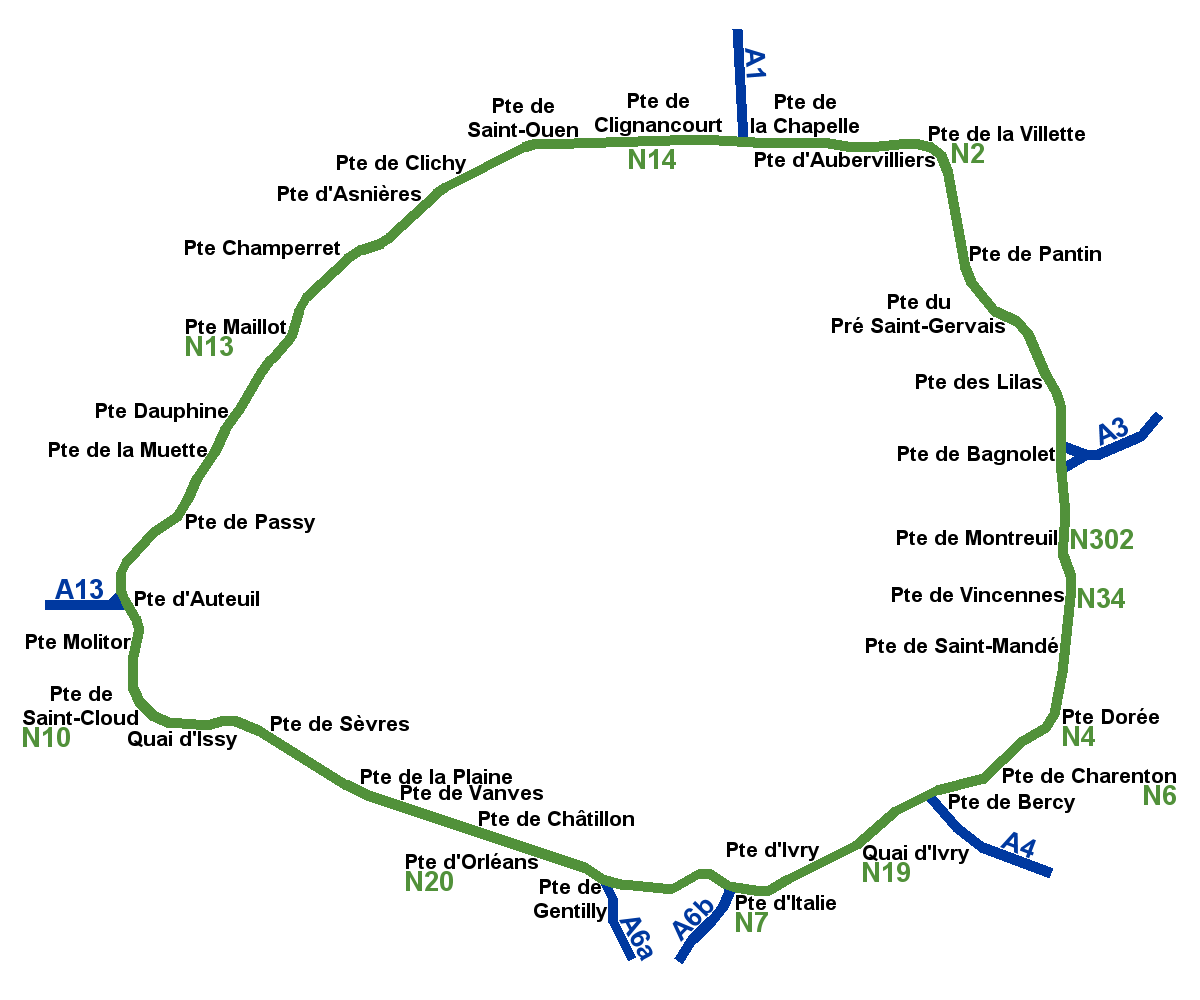
ペリフェリック

ブルヴァール・ペリフェリック(Boulevard Périphérique) は、フランスのいくつかの都市圏に存在する、都市を環状に取り囲む都市高速道路の名称。ペリフェリック、ペリフ（Périph）、BPなどと略される。特にパリのものを指すことが多い。以下ではパリのペリフェリックについて述べる。
ペリフェリックは全長35キロメートル、片側4車線（一部2車線から5車線）、制限速度70キロの高速道路で、パリ市政府によって管理されている。フランスの高速道路（オートルート）は有料であるが、ペリフェリックは無料で通行することができる。オートルートとは交通規則の一部が異なり、たとえばオートルートのインターチェンジでは本線走行車両に優先権があるが、ペリフェリックでは進入車両に優先権がある。
ほぼパリ市の行政上の市境に沿って敷設されており、1920年代に取り壊されたティエールの城壁の外側の建築規制地域の跡地を利用して1973年4月に完成した。
パリではペリフェリックよりも都心側には高速道路が存在しておらず、パリ都心部のバイパスや、パリ首都圏間の日常の交通、他都市へ向かう高速道路やシャルル・ド・ゴール空港、オルリー空港へのアクセス路など、人口1,100万人を擁するパリ首都圏の中核部で様々な目的を果たしている重要な路線であり、渋滞も頻発しており、ヨーロッパで最も交通量の多い道路の１つとされる。
沿道には、ブローニュの森、エリポート・ド・パリ（ヘリポート）、国際大学都市、ヴァンセンヌの森、ラ・ヴィレット公園（科学・産業シティ）などがある。
パリ首都圏では環状高速道路が、一部未開通の路線も含めて4本存在しているが、ペリフェリックはその最も内側に位置している。またペリフェリックのやや内側には環状の一般道路であるブルヴァール・デ・マレショーがある。
なお、この道路名にちなんだメンズブランドPERYPHERIQUE（（株）ヤマトインターナショナル）が、日本国内ドメスティックのブランドとして存在している。